# Sportåret 1890

## Händelser

### Amerikansk fotboll
- 29 november — I USA spelas första matchen i amerikansk fotboll inom amerikanska militär mellan armén och flottan.[1]

### Baseboll
- 28 oktober - World's Series mellan National League-mästarna Brooklyn Bridegrooms och American Association-mästarna Louisville Colonels slutar oavgjord, 3-3 i matcher (dessutom slutade en match oavgjord).[2]
- Boston Reds vinner Players' League.[3]

### Boxning
- 13 januari - Den förste världsmästaren i fjärdervikt blir Torpedo Billy Murphy från Nya Zeeland som erkänns efter seger på KO i 14:e ronden mot Ike Weir i San Francisco i Kalifornien, USA.[4].

Världsmästare
- Världsmästare i tungvikt – John L. Sullivan
- Världsmästare i mellanvikt – Jack Nonpareil Dempsey
- Världsmästare i weltervikt – Paddy Duffy → titeln vakant efter Paddy Duffys död
- Världsmästare i lättvikt – Jack McAuliffe
- Världsmästare i fjädervikt – Torpedo Billy Murphy → Young Griffo

### Cricket
- 14 februari — New South Wales börjar spela förstklassiga cricketmatcher mot South Australia.[1]

### Friidrott
- Okänt datum - Harald Andersson-Arbin noterar det första svenska rekordet på 100 meter.

### Ishockey
- 27 november - Ontarios ishockeyförbund bildas.[6]

### Hastighetsåkning på skridskor
- 3–4 januari – De andra världsmästerskapen i hastighetsåkning på skridskor för herrar anordnades i Amsterdam, Nederländerna.

### Hästsport
- 14 maj - Vid 16:e Kentucky Derby vinner Isaac Murphy på Riley med tiden 2.45.[1]

### Rodd
- 30 mars - Universitetsrodden - tävlingen mellan roddklubbarna vid Universitetet i Cambridge och Oxfords universitet - slutar med seger för Cambridge.

## Födda
- 24 augusti - Duke Kahanamoku, hawaiiansk-amerikansk simmare och surfare.

## Avlidna
- 10 juli — Paddy Duffy, boxare (TBC), regerande welterviktsvärldsmästare. Titeln förblir vakant till 1892.[7]

### Fotnoter
1. 1 2 3  ”Chronology of Sports”. Arkiverad från originalet den 4 oktober 2011. https://web.archive.org/web/20111004143035/http://worldtimeline.info/sports/spor1890.htm. Läst 19 juli 2011.
2. ↑  ”1890 World Series” (på engelska). Baseball-Reference.com. http://www.baseball-reference.com/postseason/1890_WS.shtml. Läst 25 juli 2015.
3. ↑  ”The 1890 Season” (på engelska). Retrosheet. http://www.retrosheet.org/boxesetc/1890/Y_1890.htm. Läst 25 juli 2015.
4. ↑  ”Cyber Boxing Zone”. Arkiverad från originalet den 15 juni 2009. https://www.webcitation.org/5hYqUxmYB?url=http://www.cyberboxingzone.com/boxing/feather.htm. Läst 13 juni 2009.
5. ↑  ”Cyber Boxing Zone”. Arkiverad från originalet den 20 juni 2009. https://www.webcitation.org/5hg1si20f?url=http://www.cyberboxingzone.com/boxing/pastchp.htm. Läst 17 juni 2009.
6. ↑  ”Ontario Hockey Association”. Arkiverad från originalet den 10 augusti 2011. https://web.archive.org/web/20110810181407/http://www.ohahockey.org/page/show/13981-history. Läst 16 augusti 2011.
7. ↑  Cyber Boxing Zone – Paddy Duffy.  läst 13 november 2009.